# ミドルトン島

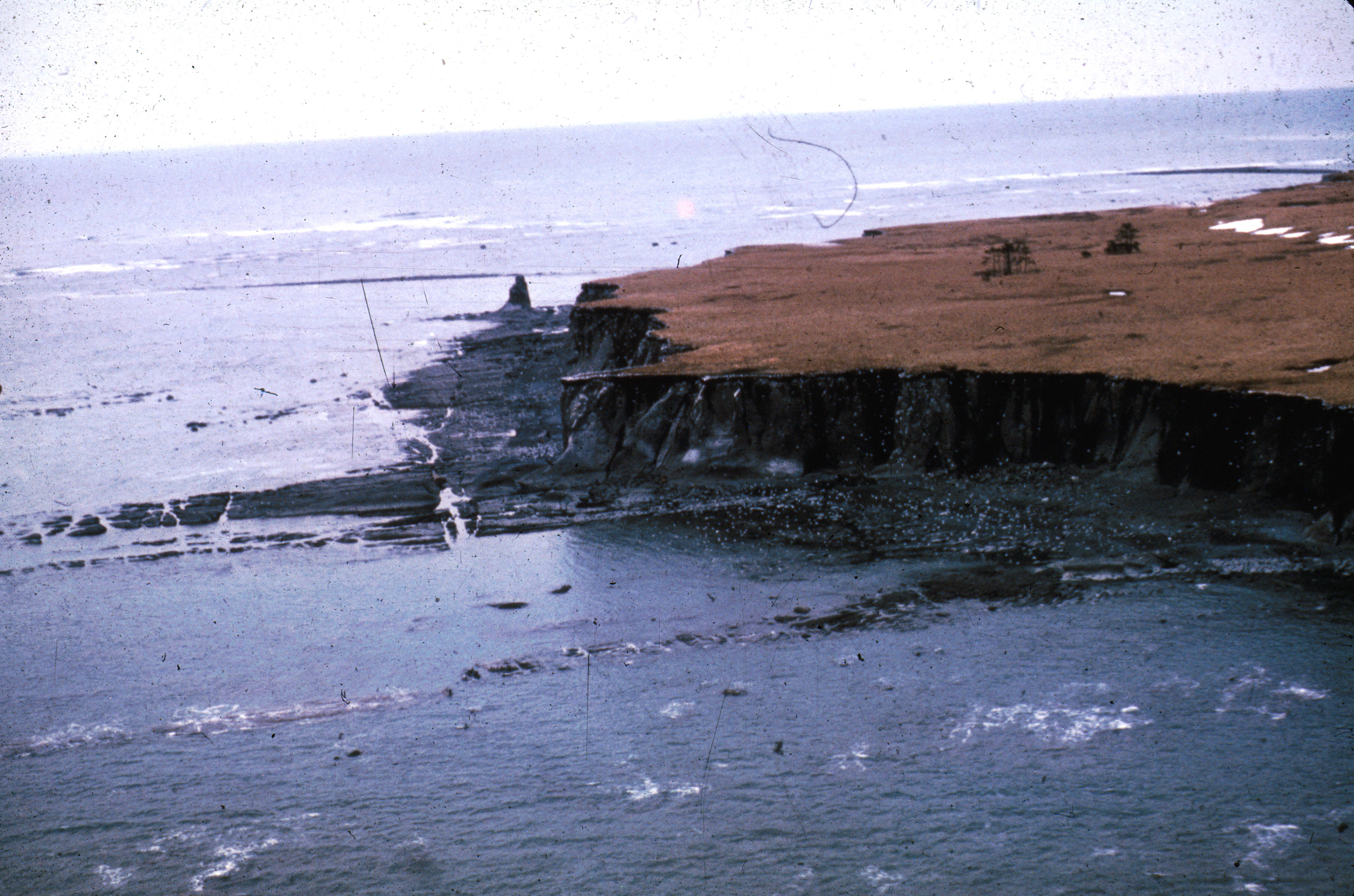
ミドルトン島(1964)

ミドルトン島（ミドルトンとう、英: Middleton Island）はアラスカ州の小さな無人島。コードバの南西約130kmの太平洋に浮かぶ。1958年から1963年まで島にはミドルトン島空軍基地が存在していた。現在は無人のミドルトン島空港とNEXRAD気象レーダーが存在する。